# مرغ‌تباران
مرغ‌تباران (به لاتین: Gallini) تباری از پرندگان زیرخانواده طاووسیان است. این تبار دربرگیرندهٔ کبک خیزرانی، دراج‌ها و مرغ جنگلی (از جمله مرغ خانگی) است. اعضای این تبار هم در آسیا و هم در مناطق گرمسیری آفریقا یافت می‌شوند. این گروه‌بندی توسط تجزیه و تحلیل تبارشناختی ماکیان‌سانان در سال ۲۰۲۱ پشتیبانی شد و توسط کنگره بین‌المللی پرنده‌شناسی پذیرفته شد.